# Robert Estrin
Pour les articles homonymes, voir Estrin.
Robert Estrin est un monteur et producteur américain né le 3 mars 1942 à Lakewood, dans le New Jersey (États-Unis).

## Filmographie

### comme monteur
- 1970 : The Unexplained (TV)
- 1970 : Imogene Cunningham, Photographer
- 1970 : It Couldn't Be Done (TV)
- 1971 : The Numbers Start with the River
- 1971 : Brazil: A Report on Torture
- 1972 : Votez Mc Kay (The Candidate)
- 1973 : La Balade sauvage (Badlands)
- 1974 : Memory of Us
- 1976 : Almos' a Man (TV)
- 1976 : Pipe Dreams de Stephen Verona
- 1978 : Mirrors (en) de Noel Black
- 1982 : Help Wanted (TV)
- 1983 : Breathless
- 1985 : What Happened to Kerouac?
- 1985 : Creation of the Universe (TV)
- 1985 : Desert Hearts
- 1986 : Maricela (TV)
- 1987 : Young Harry Houdini (TV)
- 1990 : Affaires privées (Internal Affairs)
- 1991 : The Cabinet of Dr. Ramirez
- 1992 : Et au milieu coule une rivière (A River Runs Through It)
- 1995 : La Famille Perez (The Perez Family)

### comme producteur
- 1978 : The Boss' Son